# Barbu Ștefănescu Delavrancea

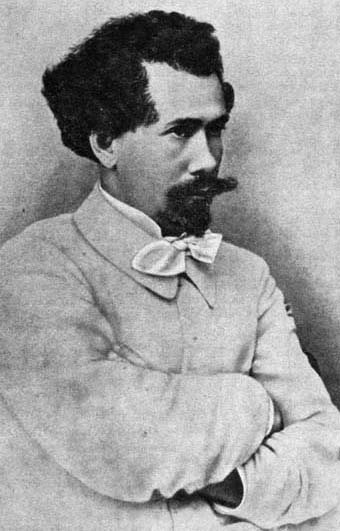
Barbu Ștefănescu Delavrancea

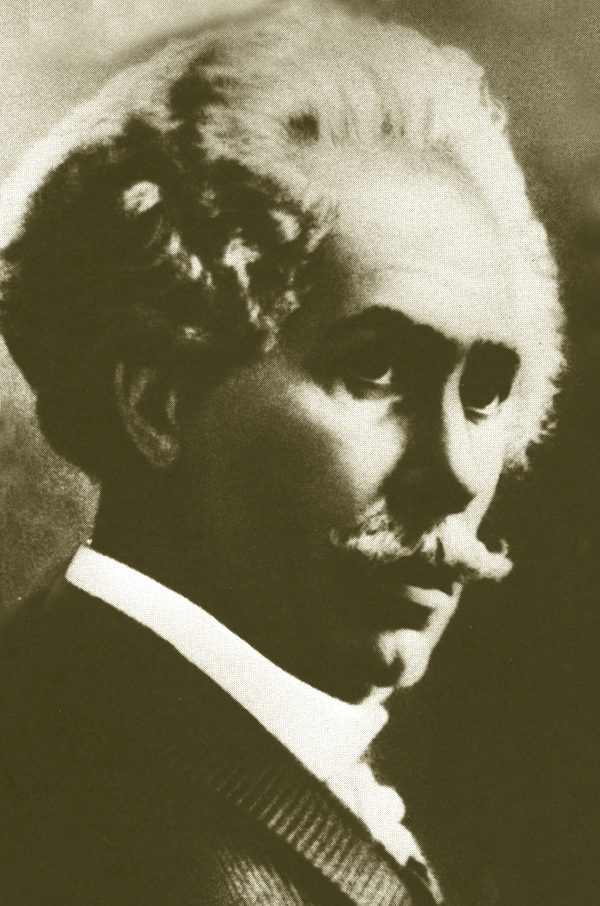
Barbu Ștefănescu Delavrancea um 1900

Barbu Ștefănescu Delavrancea (* 11. April 1858 in Bukarest; † 29. April 1918 in Iași) war ein rumänischer Schriftsteller, Mitglied der Rumänischen Akademie, Redner, Rechtsanwalt, Politiker, Bürgermeister von Bukarest und Minister. Er ist einer der berühmtesten rumänischen Literaten.

## Studium
Der jüngste Sohn einer armen Familie hieß mit Nachnamen eigentlich „Albu“. Damit er lesen und schreiben lernte, gaben ihn seine Eltern in die Obhut eines Diakons der orthodoxen Kirche „Sf. Gheorghe Nou“. Auf Grund seiner Intelligenz wurde ihm der Besuch der Grundschule ermöglicht, die er 1869 unter Führung des Namens „Ștefănescu Barbu“ verließ. Nach einem Jahr erhielt er ein Stipendium, dank dessen er das Gymnasium am Internat „Sf. Sava“ besuchen konnte, wo ihm die Lehrer sein Talent und die Fähigkeit sich anzupassen attestierten. Die dort herrschenden strengen Erziehungsregeln sowie die bedrückende Atmosphäre inspirierten ihn schon früh zu ersten literarischen Versuchen.
1877 nahm er zuerst das Studium der Medizin auf, wechselte jedoch rasch zu dem der Rechtswissenschaften an der Universität von Bukarest und promovierte 1882.

## Schriftsteller
Bald nach dem Studienbeginn veröffentlichte er erste Gedichte in der Zeitung România liberă, gefolgt von seinem ersten Gedichtband Poiana lungă - Amintiri, für den er gute Kritiken in den Zeitschriften Viața literară, România liberă und Familia erhielt. Unterzeichnet hatte er, in der Tradition der damaligen Zeit, nur mit seinem Vornamen Barbu. Nun etablierte er sich als Schriftsteller und veröffentlichte unter dem Namen Barbu Delavrancea. Diesen Namen hatte er nach der von ihm geliebten Region Vrancea (1884) gewählt, unterzeichnete anfänglich sogar „de la Vrancea“. 1884, nach der Rückkehr von einem zweijährigen Parisaufenthalt, während dessen er sein juristisches Wissen durch weitere Studien vertieft hatte, veröffentlichte er nacheinander die Werke Șuier, Fanta-Cella, Iancu Moroi, Răzmirița, Palatul de cleștar und Odinioară. Im selben Jahr vertrat er die România liberă zur Feier des 21. Jahrestages der Gesellschaft „Junimea“ in Iași, wo er mit Ion Luca Caragiale Freundschaft schloss, den er später in einem aufsehenerregenden Prozess erfolgreich verteidigte. Desgleichen lernte er Vasile Alecsandri kennen.

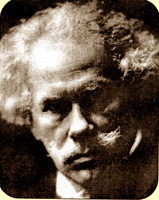
Barbu Ștefănescu Delavrancea um 1915

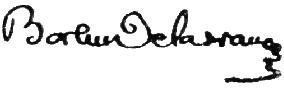
Delavranceas Unterschrift

1885 gründete der Autor die Zeitung „Epoca“, deren Chefredakteur er wurde. Zu seinen Mitarbeitern gehörten Alexandru Vlahuță und Anghel Demetrescu. Bedingt durch die Zunahme der Armut in der Bevölkerung veröffentlichte er in dieser seine ersten sozialkritischen Artikel, Cum suntem guvernați (Wie wir regiert werden) und Fiii poporului și sărăcia poporului (Die Söhne des Volkes und die Armut des Volkes).
Angezogen von der Persönlichkeit von Bogdan Petriceicu-Hașdeu nahm er einen Redaktionsposten bei dessen Zeitschrift Revista nouă an. Immer stärker engagierte sich Delavrancea neben dem schriftstellerischen Schaffen in der Politik, was in den Artikeln in den Zeitungen „Democrația“ und "Voința națională" zum Ausdruck kam. Er förderte ebenfalls die damals jungen Autoren Mihail Sadoveanu und Dumitru Pătrășcanu, deren reichen Sprachstil er schätzte.
1899 wurde er zum Bürgermeister von Bukarest gewählt und hatte das Amt bis 1901 inne. Danach schrieb er weiter, unter anderem Hagi-Tudose und Die Moldauische Trilogie, auch diente er als Staatsminister in verschiedenen Ressorts.
Am 12. Mai 1912 wurde er, ob seines literarischen Schaffens, in die Rumänische Akademie (Academia Română) aufgenommen.
Er war der Vater der Pianistin und Schriftstellerin Cella Delavrancea und von Henrieta Delavrancea, einer der ersten Architektinnen Rumäniens.

## Politiker
Er war auch als Politiker tätig. Seine diesbezüglichen Aktivitäten begann er in der „Liberalen Partei“, deren Mitglied er bis 1899 blieb. Danach wechselte er zur „Konservativen Partei“, die ihm später das Amt des Bürgermeisters von Bukarest ermöglichte.
In diesem Amt bewirkte er, trotz Auseinandersetzungen mit den Ratsmitgliedern, dass die Infrastruktur der Hauptstadt deutlich verbessert wurde. Zu seinen wichtigsten Errungenschaften zählen der Ausbau der elektrischen Straßenbeleuchtung, die Verbesserung der Versorgung der Bevölkerung mit Trinkwasser, der Auftrag zum Bau neuer Straßenbahnen und die Bepflasterung von Straßen mit Steinen, so die Wiederherstellung der Strada Lipscani und Calea Victoriei.
Neben seinem Amt als Bürgermeister übte er auch zahlreiche weitere Funktionen aus. So war er Abgeordneter in Putna, Mehedinți und Vaslui,  Vizepräsident der Kammer, Minister für öffentliche Arbeiten (1910–1912), schließlich Minister für Industrie und Handel (1917).
Ihm zu Ehren wurden zahlreiche Straßen und Boulevards in rumänischen Städten nach ihm benannt, außer in Bukarest unter anderem in Baia Mare, Brașov, Constanța, Cluj-Napoca, Giurgiu, Iași, Oradea, Pitești, Ploiești, Satu Mare und Timișoara.

## Werke (Auswahl)

### Novellen und Erzählungen
- Sultănica (1885)
- Apă și foc
- Sorcova
- Odinioară (1884)
- De azi și de demult
- Văduvele
- Liniște (1887)
- Paraziții (1892)
- Trubadurul (1887)
- Zobie
- Milogul
- Înainte de alegeri
- Iancu Moroiu (1884)
- Hagi-Tudose
- Domnul Vucea
- Bursierul
- Șuier (1884)
- Răzmerița
- Bunicul
- Bunica
- Boaca și Onea
- Micuții
- Angel Demetriescu
- Irinel

### Märchen
- Neghiniță
- Norocul dracului
- Moș Crăciun
- Palatul de cleștar (1884)
- Dăparte, dăparte
- Poveste
- Stăpânea odată (1909)

### Lyrik
- Nu e giaba cafea
- Sadi-el-Mahib
- Fanta-Cella (1884)
- Sentino

### Dramen
- Trilogie der Moldau
  - Apus de soare (1909)
  - Viforul (1910)
  - Luceafărul (1910)
- A doua conștiință
- Irinel (1912)
- Hagi-Tudose (1913)

### Reden (Auswahl)
- Inocent (Unschuldig) (11. März 1902 über Caragiale)
- Plädoyer gegen den Publizisten Constantin Alexandru Ionescu, der Caragiale des Plagiarismus beschuldigt hatte
- Din estetica poeziei populare (Von der Ästhetik des Volksgedichtes) (22. Mai 1913)
- Vortrag zur Aufnahme, gesprochen zum Anass seiner Aufnahme in die „Rumänische Akademie“ (12. Mai 1912)
- Synthese seiner vorangegangenen Untersuchungen über die Folklore
- Patrie și patriotism  (Vaterland und Patriotismus) (24. Januar 1915)
- Vortrag im „Ateneul Român“, vor der „Societatea Tinerimea Română“.
- Pământ și drepturi (Scholle und Rechte) (9. Juni 1917) –
- Vortrag gehalten während der Sitzung der Kammer (1917)